# Жистибор
Жистибор (лат. Zistibor) или Честибор (чеш. Čestibor; ? — 859) — князь лужичан (сорбов, лужицких сербов) в 840—859 годах.

## Биография
Жистибор стал князем сорбов после гибели Цзимислава в борьбе против Восточно-Франкского королевства. В 851 году поднял восстание против франков, однако после подавления восстания вынужден был стать вассалом короля Людовика II Немецкого. В 856 году он возглавлял сорбские отряды, сражавшиеся на стороне Людовика против гломачей, которых Людовик и покорил. В 857 году приютил в своих владениях чешского князя — сына воеводы Вистраха, изгнанного собственным братом Славоцехом.
В 859 году был убит в результате бунта, вспыхнувшего из-за проводимой Жистибором профранкской политики, которой были недовольны жрецы, знать и воины. Новым князем стал Славибор, а против Людовика было поднято восстание.